# Факолит
Факолитът е неголямо интрузивно тяло с лещовидна форма, разположено в нагънати седиментни скали, без захранване от вертикален канал. Формированието се отнася към типа на съгласните интрузии, т.е. не пресича пластовете на скалите, в които се вмества. Названието на образуванието e дадено през 1909 година от английския геолог и петрограф Алфред Харкър. Произлиза от гръцките думи φακός, означаваща „леща“ и λίθος със значение „камък“.
Формира се в сравнително дълбоки нива и може да се образува както в свода на антиклинала така и в долната част на синклинала. При антиклинала формата му е изпъкнала, а при синклинала – вдлъбната. Разполага се успоредно на скалите, в които се вмества. Рядко тялото на факолита може да се удължи като сил от билото на антиклинала през коритото на съседна синклинала и да добие S-образна форма на напречното си сечение.
Образува се при нахлуване на магмена стопилка в кухини, останали след процеса на нагъване на терена. Връзките между гънките в интензивно нагънати терени са области с понижено налягане, поради което представляват потенциални места за вместване и разливане на магма. Настаняването на магмата се благоприятства от страничен натиск, който причинява разхлабване на пластовете във височина и създава място за пасивното ѝ внедряване. Формата на факолита е като следствие, а не като причина на земното нагъване.
Факолитите са характерни за офиолитови и ултраосновни интрузии. Скалният състав е разнообразен, но обикновено има кисел до среднокисел характер. Площното разпространение на един факолит може да достигне до десетки километри.